# Кралич, Нина
Нина Кралич (хорв. Nina Kraljić; род. 4 апреля 1992) — хорватская певица, победительница первого сезона шоу «The Voice — Najljepši glas Hrvatske» (хорватская версия шоу «Голос страны»). В 2016 году представляла Хорватию на «Евровидении-2016» в Стокгольме с песней «Lighthouse».

## Биография

### Первые годы и начало карьеры
Нина Кралич родилась 4 апреля 1992 года в хорватском городе Липовляни. Когда ей было 14 лет, она переехала в Вараждин, где заканчивает музыкальную школу по классу сольного вокала. После этого она переезжает в столицу Хорватии — Загреб — и два года занимается в Музыкальной академии города, но не заканчивает её и начинает учить хорватскую лингвистику на философском факультете Риеки.
Нина впервые появилась на хорватском телевидении в 2009 году, когда она участвовала в конкурсе «Supertalent», где заняла 10 место в финале.

### «Лучший голос Хорватии» и песенный конкурс «Евровидение-2016»
В 2016 году Кралич принимает участие в первом сезоне хорватской версии шоу «Голос» — «The Voice — Najljepši glas Hrvatske» (Лучший голос Хорватии). Во время конкурса Нина исполняет песню «Wicked Game» Криса Айзека, популярную балканскую песню «Što te nema», «She Wolf» Девид Гетта, «Nothing Else Matters» группы Metallica, «Beneath Your Beautiful» певцов Labrinth и Эмели Санде, «Euphoria» певицы Лорин и македонскую народную песню «Зајди, зајди, јасно сонце». В финале она побеждает, получив около 200 тысяч голосов телезрителей. Сразу после победы певица выпускает свой первый сингл «Zaljuljali smo svijet».
В мае 2015 года, сразу после того, как состоялся финал «Евровидения-2015», поползли слухи, что Хорватия вернётся на конкурс в 2016 году после двухлетнего перерыва и отправит в качестве своего представителя победительницу шоу «The Voice — Najljepši glas Hrvatske» Нину Кралич. Осенью 2015 года Европейский вещательный союз подтвердил, что Хорватия возвращается на «Евровидение», однако официальная информация относительно хорватского конкурсанта появилась только 24 февраля 2016 года — им, как и предполагали многочисленные средства массовой информации Хорватии, стала Нина Кралич.
Её конкурсная песня «Lighthouse», была презентована 9 марта 2016 года. Описывая свою конкурсную песню ещё до её презентации, Нина рассказывала, что язык, на котором песня будет исполнена на «Евровидении», ещё не определен: в пользу английского играло то, что его понимает большинство жителей Европы, а в пользу хорватского — тот факт, что на нём певице было бы легче передать чувственность песни. Однако, в конце концов, было решено, что на конкурсе песня будет исполняться на английском языке, хотя также будет выпущена её хорватская версия.
Песня «Lighthouse» на хорватском также вошла в дебютный альбом Нины, выпущенный 30 сентября 2016 года.

### Телевидение и кино
Нина является также актрисой озвучивания на хорватском: её голосом говорят героини мультфильмов «София Прекрасная», «Лотта и тайна лунного камня» и «Снежная королева».

## Дискография

### Синглы
| Год  | Название                | Альбом |
| ---- | ----------------------- | ------ |
| 2015 | «Zaljuljali Smo Svijet» | TBA    |
| 2016 | «Lighthouse»            | TBA    |
| 2018 | «Najljepši Dan»         | TBA    |